# ネットフォレスト (企業)
株式会社ネットフォレストは、神奈川県の老舗ISP（かもめインターネット）を祖にする企業である。
会社設立からレンタルサーバ、データセンター、WEBデザイン、海外アンチウイルスソフト (Dr.Web) の国内向け販売、検索エンジン対策、VODサービスを行っている。

## 主要サービス
ネットワーク&サーバー事業
- データセンター
- クラウド
- ドメイン取得・管理代行
- 専用線（ダークファイバ提供）
- ネットワーク構築/運用
- 共有型ホスティング
- VPS（仮想専用サーバ）
- 固定IP付きWiMAX 【WiPLA（わいぷら）】

Webインテグレーション事業
- Webコンサルティング
- Webサイト制作
- Webサイト運用支援
- Webプロモーション
- ブランディング
- Webアプリケーション開発
- Movable Typeコンシェルジュサービス

セキュリティ事業
- ウイルス・スパム・スパイウェア対策（Dr.Web）
- 脆弱性診断サービス（SecuAlive365）
- ウェブ改ざん検知サービス
- SaaS型WAFサービス（Scutum）

インターネットサービスプロバイダ（ISP）事業
- 固定IP業界最安値クラスのプロバイダ（かもめインターネット）
- 府中インターネット
- 固定IPアドレスが安いインターネットプロバイダ【ちょっパヤ!ネット】
- Gaming+ （ゲーミングプラス）- JPNEのv6プラスを利用するフレッツ光向けISP。IPv4/IPv6 PPPoE接続は提供せず、v6プラスによるIPv4 over IPv6とIPv6 IPoE接続のみ。

ビデオオンデマンド事業
- DTVNet VODシステム（ホテル向けVOD・ビデオオンデマンド）の導入・販売

いいのぼり（のぼり旗制作・販売）
Bangarrow（コワーキングスペース・貸会議室運営事業）

## 参加活動
- e-ネットキャラバン
- NPO法人地域間高速ネットワーク機構

## 沿革
- 1996年
  - 1月 - 株式会社アドバンス　インターネット事業部を設立
  - 6月 - ISP事業部（かもめインターネット）を開始
- 2000年
  - 4月 - 株式会社ネットフォレスト創立（株式会社アドバンスから分社・独立）
  - 7月 - データセンター事業に参入
- 2001年
  - 11月 - JPNICのIPアドレス指定管理事業者の資格を取得
  - 12月 - AS番号（AS17931）を取得、BGPによるネットワーク運用を開始
- 2002年9月 - 総務省から通信ベンチャー向け助成金を受給
- 2003年1月 - NPO法人地域間高速ネットワーク機構（IXO)に参画
- 2004年3月 - インターネット接続サービス「安全・安心マーク」を取得
- 2006年10月 - 情報化月間において総務省情報通信政策局長表彰「情報セキュリティ促進部門」を受賞
- 2009年9月 - 有限会社イズミアンドアソシエイツより「いいのぼり」事業を継承
- 2010年
  - 8月 - 株式会社イーツー・インフォと包括業務提携契約を締結
  - 12月 - 株式会社Doctor Web Pacificとの間で同社製品に関する国内一次代理店契約を締結
- 2011年11月 - クロスバリュー株式会社と資本提携
- 2013年
  - 3月 - 府中インターネット事業をヒロボーから移管
  - 12月 - Awwwardsにて"Honorable Mention"を獲得
- 2014年
  - 2月 - プライバシーマークを取得
  - 7月 - インターネットプロバイダ【ちょっパヤ!ネット】開始
- 2016年8月3日 - フレッツ光向けISP（Gaming+（ゲーミングプラス））のサービス提供開始[2]
- 2018年2月 -  横浜市神奈川区に、コワーキングスペース・貸会議室「Bangarrow」を開設